# Coelogyne xyrekes
Coelogyne xyrekes é uma espécie de orquídea epífita, família Orchidaceae, habitante da Tailândia, Malásia e Sumatra.